# Cephaloleia felix
Cephaloleia felix es un coleóptero de la familia Chrysomelidae.
Fue descrita científicamente en 1881 por Waterhouse.